# Luiz Antônio dos Santos
Luiz Antônio dos Santos (Volta Redonda, 6 de abril de 1964 — Taubaté, 6 de novembro de 2021) foi um maratonista brasileiro. Suas maiores conquistas foram a medalha de bronze no Campeonato Mundial de Atletismo de 1993 e as vitórias na Maratona de Chicago de 1993 e 1994 e na Maratona de Fukuoka de 1995.

## Início de carreira
De família humilde, Luiz Antônio pegou gosto pelo atletismo aos 21 anos de idade em sua cidade natal, Volta Redonda, tendo participado de sua primeira meia maratona em 1984 correndo os 21 097 m. em 1h24min03s. Trabalhando como garçom e depois na Siderúrgica Nacional, o atleta passou então a sonhar com um futuro melhor através do esporte, participando de corridas pelo interior do estado do Rio de Janeiro passando a integrar algumas equipes de destaque. Iniciando uma nova fase da vida e também no esporte, logo começou a destacar-se em provas de 5 000 e 10 000 metros onde conseguiu as excelentes marcas de 14min04s e 28min36s. Devido sua grande evolução em distâncias menores em 1993 debutou na Maratona de Blumenau, em Santa Catarina e completou o percurso de 42 195m em 2h12min15s tornando-se o novo recordista sul-americano da distância.

## Principais resultados
| Ano                  | Competição                      | Local                   | Posição              | Evento               | Notas                |
| Representando Brasil | Representando Brasil            | Representando Brasil    | Representando Brasil | Representando Brasil | Representando Brasil |
| -------------------- | ------------------------------- | ----------------------- | -------------------- | -------------------- | -------------------- |
| 1993                 | Maratona de Chicago             | Chicago, Estados Unidos | 1.º                  | Maratona             | 2:13:14              |
| 1993                 | Maratona de Boston              | Boston, Estados Unidos  | 3.º                  | Maratona             |                      |
| 1994                 | Maratona de Chicago             | Chicago, Estados Unidos | 1.º                  | Maratona             | 2:11:16              |
| 1995                 | Campeonato Mundial              | Gotemburgo, Suécia      | 3.º                  | Maratona             | 2:12:49              |
| 1995                 | Maratona de Fukuoka             | Fukuoka, Japão          | 1.º                  | Maratona             | 2:09:30              |
| 1995                 | Maratona de São Paulo           | São Paulo, Brasil       | 1.º                  | Maratona             |                      |
| 1996                 | Jogos Olímpicos                 | Atlanta, Estados Unidos | 10.º                 | Maratona             | 2:15:55              |
| 1997                 | Campeonato Mundial              | Atenas, Grécia          | 5.º                  | Maratona             | 2:15:31              |
| 1999                 | Meia Maratona do Rio de Janeiro | Rio de Janeiro, Brasil  | 1.º                  | Meia Maratona        | 1:03:40              |

## Aposentadoria  e morte
Após encerrar sua carreira em 2005, Santos foi em busca do conhecimento teórico e científico e passou a dedicar-se aos estudos e, dessa maneira, passou a enxergar o atletismo sob um novo ângulo, agora como treinador e manager de novos talentos. 
Em abril de 2007, já firmado como grande treinador e utilizando de toda sua experiência, Santos resolveu criar sua própria equipe de atletismo, a Associação Atlética Luasa, nome derivado de suas próprias iniciais. Apesar de muito nova, a A.A. Luasa já conquistou excelentes resultados pelas ruas e pistas de todo o Brasil, e dando oportunidade a jovens talentos através de seu projeto social "SOS Crianças", em Taubaté (SP).
Ainda gozando de prestígio internacional, Santos manteve no Brasil um intercâmbio com atletas quenianos que recebem orientação e treinamento da A.A.Luasa, integrando a equipe Kenya/Luasa.
Santos morreu em 6 de novembro de 2021 em Taubaté, aos 57 anos de idade, devido a uma parada cardíaca.